# Craugastor sabrinus
Craugastor sabrinus is een kikker uit de familie Craugastoridae. De soort werd voor het eerst wetenschappelijk beschreven door Jonathan Atwood Campbell en Jay Mathers Savage in 2000. Oorspronkelijk werd de wetenschappelijke naam Eleutherodactylus sabrinus gebruikt.
De soort komt voor in delen van Midden-Amerika en leeft in de landen Beliza, Guatemala en misschien ook Honduras. Craugastor sabrinus wordt bedreigd door het verlies van habitat.